# Les Aventures de Franck et Foo-Yang
 (mars 2013).
Si vous disposez d'ouvrages ou d'articles de référence ou si vous connaissez des sites web de qualité traitant du thème abordé ici, merci de compléter l'article en donnant les références utiles à sa vérifiabilité et en les liant à la section « Notes et références ».
Les aventures de Franck et Foo-Yang est une mini-série télévisée française en 10 épisodes de 13 minutes réalisée par Jean-Louis Bertuccelli et diffusée pour la première fois sur FR3 le 22 décembre 1989.

## Synopsis
Franck est un garçon de 9 ans passionné par l'informatique et les jeux vidéo. Un jour, alors qu'il joue au jeu de combat International Karate +, son ordinateur implose. Fait extraordinaire, le combattant de pixels que Franck dirigeait dans le jeu se voit projeté dans le monde des humains, tout en conservant sa taille minuscule. Une amitié très forte va alors se nouer entre Franck et Foo-Yang, qui devront faire face ensemble à de nombreux dangers.

## Fiche technique
Réalisation : Jean-Louis Bertuccelli

Auteur : Isabelle Mergault

Dialogues : Isabelle Mergault et Christophe Marchal-Dombrat

Images : Jérôme Robert

Musique : Paul Misraki

Son : Jean Leroy

Effets spéciaux : Philippe Senie

Décors : Christian Savelli

Maquillage : Fabienne Lee

Coproduction : Cinétévé / FR3 

Distribution : France Télévision Distribution / Europe Images

## Distribution
- Marthe Villalonga
- Jacques Duby
- Yamato Huy
- Christophe Marchal-Dombrat
- Fabien Chombart
- Alexis Wawerka
- Jean-Yves Chalangeas
- Stéphanie Sorin
- Les élèves de Claude Wokwinski

## Commentaires
La mini-série met en avant deux personnages complémentaires et attachants. Franck est un enfant plutôt solitaire et maladroit, tandis que Foo-Yang est un adolescent sage, puisant ses valeurs philosophiques dans la pratique du taekwondo. Les difficultés et les échecs que rencontre Franck dans le cadre de l'école (brimades, échec d'une tentative de triche à un contrôle) sont un écho aux difficultés que Foo-Yang, être aux proportions lilliputiennes, rencontre en se confrontant au monde des humains (asphyxie par un insecticide, noyade dans une capuche d'imperméable, enfermement dans une calculatrice scientifique).
De nombreux trucages ont été nécessaires pour rendre crédible la différence d'échelle du personnage de Foo-Yang : création d'objets géants, tournage sur fond bleu... 
Par sa thématique principale et l'âge de son protagoniste, la mini-série peut faire penser au film L'Indien du placard.
On y retrouve Marthe Villalonga et Jacques Duby qui tourne également au même moment dans la série Maguy.